# Pastra Glacier
Pastra Glacier är en glaciär i Antarktis. Den ligger i Sydshetlandsöarna. Argentina, Chile och Storbritannien gör anspråk på området. Pastra Glacier ligger 551 meter över havet.
Terrängen runt Pastra Glacier är huvudsakligen kuperad, men norrut är den bergig. Havet är nära Pastra Glacier västerut. Trakten är obefolkad. Det finns inga samhällen i närheten. 